# Mégaro Melá

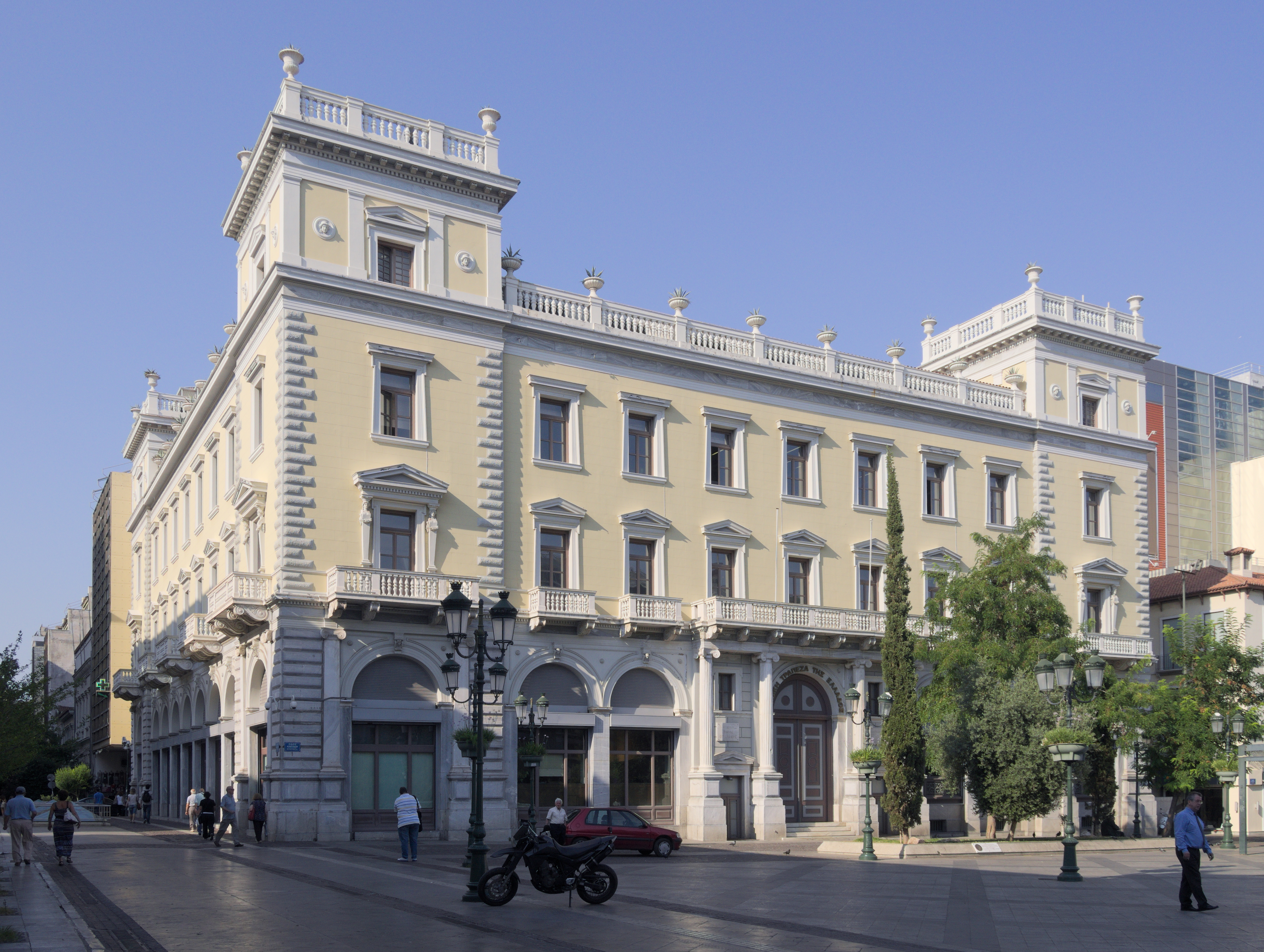

Mégaro Melá (La Mansión Melá) está ubicada en la Plaza Kotziá (ahora Plaza de Resistencia Nacional), en el centro de Atenas y está rodeada por las calles Aiólou, Sofocléous, Strait y Kratínou, cuya fachada y entrada principal se encuentra frente a la plaza, con vistas al edificio neoclásico del Ayuntamiento de Atenas. 

## Historia
La mansión pertenecía al gran comerciante griego, Vasílios Melás (fallecido en 1884), con actividades comerciales en Odessa y Londres, quien en 1873 compró este bloque de viviendas en la esquina sureste de la entonces llamada plaza de Loudovíkos (hoy en día, la Plaza Kotziá) y encargó el estudio de la construcción de una mansión de dos plantas al famoso arquitecto alemán Ernst Ziller. Fue construido en 1874 y fue el edificio privado más grande de la época. 
Mégaro Melá originalmente operaba como un hotel, el "Grand Hotel d 'Athènes", con el fin de recibir a los griegos del extranjero que visitaban Atenas. En 1881, por un corto tiempo, funcionó como la sede de la Bolsa de Valores de Atenas. 
Después de la muerte de Vasílios Melás en París en 1884, la mansión fue legada por su testamento a la "Cámara de guardería de Melás", que ha estado funcionando hasta hoy, para establecer y mantener escuelas infantiles. Entre 1900 y 1973, Mégaro Melá fue la sede de la Oficina Central de Correos de Atenas. 
En 1974, el Ministerio de Cultura declaró a Mégaro Melá un monumento preservado de los años modernos y, desde 1979, fue alquilada para alojar departamentos del Banco Nacional de Grecia . 
Entre los elementos arquitectónicos característicos del edificio se destacan sus cuatro torres de esquina, el elegante atrio central de la planta baja, las cariátides decorativas (estatuas de las hijas llamadas cariátides) y las medallas circulares con cabezas de Hermes. 

## Enlaces
- Fotos antiguas de Mégaro Melá.

http://www.idryma-mela.gr/ - Fundación Vasílios Melás 
- Datos: Q12880482
- Multimedia: Megaro Mela (Athens) / Q12880482